# Quaternaire (revue)
Pour les articles homonymes, voir Quaternaire (homonymie).
Quaternaire est une revue scientifique française sur la Préhistoire. Initialement dénommée Bulletin de l’Association Française pour l’Étude du Quaternaire, elle est devenue Quaternaire en 1990.

## Description
Les articles (en langues française et anglaise) traitent de tous les aspects du Quaternaire. La revue publie des numéros d’auteurs et des numéros thématiques sur proposition ou invitation du comité de rédaction, ou bien en libre soumission. Tous les articles soumis pour publication font l'objet d'une relecture par deux rapporteurs. Elle est publiée avec le concours du CNRS.
Quaternaire est depuis 2007 indexée par l'ISI et l'Impact Factor de la revue pour 2015 est de 0.614. L’Association Française pour l'Étude du Quaternaire - CNF INQUA est l'organisme éditeur de la revue.

## Numérisation
Quaternaire est une revue dont les numéros de plus de trois ans sont disponibles en accès libre sur le portail OpenEdition Journals, et la série complète de 1964 à 2004 via le portail Persée.

## Numéros spéciaux
Il existe depuis 2004 une série d'ouvrages apériodiques paraissant sous la dénomination « Quaternaire hors série ». Cinq volumes étaient parus en juillet 2013. Il s'agit de manuels, actes de colloques, ouvrages thématiques, monographies…, traitant de champs disciplinaires relevant du Quaternaire.